# Winthemia ruficrura
Winthemia ruficrura là một loài ruồi trong họ Tachinidae.